# Bob Peterson

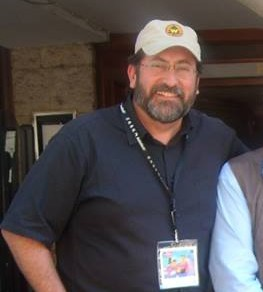
Bob Peterson (2015)

Bob Peterson (* 18. Januar 1961 in Wooster, Ohio) ist ein US-amerikanischer Synchronsprecher, Drehbuchautor und Emmypreisträger.

## Leben
Peterson studierte Maschinenbau an der Ohio Northern University und der Purdue University. Er machte 1986 seinen Abschluss. 1994 wurde er von den Pixar Animation Studios engagiert und arbeitete bei Toy Story, Das große Krabbeln und Toy Story 2 mit. Daneben trat er auch als Synchronsprecher verschiedener Pixar-Filme wie Die Monster AG, The Incredibles und Cars in Erscheinung.
Für den 2004 erschienenen Film Findet Nemo verfasste er mit David Reynolds das Drehbuch, was beiden eine Oscar-Nominierung einbrachte. Eine weitere Nominierung erhielt er 2010 für das Drehbuch zu Oben. Dieses Mal ging die Auszeichnung an Mark Boal für Tödliches Kommando – The Hurt Locker.

## Filmografie (Auswahl)
- 1997: Geri’s Game
- 2001: Die Monster AG (Monsters, Inc.)
- 2003: Findet Nemo (Finding Nemo)
- 2007: Ratatouille
- 2009: Oben (Up)
- 2009: George & A.J.
- 2009: Dugs Sondereinsatz
- 2016: Findet Dorie (Finding Dory)
- 2017: Cars 3: Evolution (Cars 3)
- 2019–2020: Forky hat eine Frage (TV-Serie) (Forky Asks a Question)
- 2021: Dug-Tage (TV-Serie) (Dug Days)
- 2021: Monster bei der Arbeit (Fernsehserie, Sprechrolle)

## Ehrungen und Auszeichnungen
- 2004: Annie Awards: Auszeichnung für Hervorragendes Drehbuch eines Animationsfilms für Findet Nemo
- 2004: Academy Award („Oscar“): Nominierung in der Kategorie „Bestes Originaldrehbuch“ für Findet Nemo
- 2004: Hugo Award: Nominierung in der Kategorie „Best Dramatic Presentation (Long Form)“ für Findet Nemo
- 2004: British Academy Film Awards: Nominierung in der Kategorie „Bestes Originaldrehbuch“ für Findet Nemo
- 2004: Nebula Award: Nominierung in der Kategorie „Bestes Drehbuch“ für Findet Nemo
- 2009: Satellite Award: Nominierung in der Kategorie „Bestes Originaldrehbuch“ für Oben
- 2010: Academy Award: Nominierung in der Kategorie „Bestes Originaldrehbuch“ für Oben
- 2010: British Academy Film Awards: Nominierung in der Kategorie „Bestes Originaldrehbuch“ für Oben
- 2010: Hugo Award: Nominierung in der Kategorie „Best Dramatic Presentation (Long Form)“ für Oben
- 2010: Critics’ Choice Movie Award: Nominierung in der Kategorie „Bestes Drehbuch“ für Oben
- 2020: Primetime Emmy Awards: Auszeichnung in der Kategorie Bestes animiertes Kurzfilm Programm für Forky hat eine Frage